# So Little Time
 So Little Time ist eine US-amerikanische Sitcom, die in den Jahren 2001 und 2002 gedreht wurde. Hauptdarstellerinnen sind die Zwillinge Mary-Kate und Ashley Olsen. In Deutschland wurde die Serie vom Sender RTL II ausgestrahlt.

## Inhalt
Die Zwillingsschwestern Chloe (Ashley Olsen) und Riley Carlson (Mary-Kate Olsen) leben nach der Trennung ihrer Eltern bei ihrer Mutter Macy in einer Villa in Malibu. Weil ihre Mutter wenig Zeit für die beiden hat, kümmert sich Manuelo, der sozusagen männliches Haus- und Kindermädchen ist, um die beiden. Neben der Bewältigung alltäglicher Pubertätsprobleme leben sie ihr Teenagerdasein. Ihr Vater Jake lebt seit der Trennung in einem Wohnwagen.

## Synchronsprecher
| Rolle             | Schauspieler      | Deutscher Synchronsprecher |
| ----------------- | ----------------- | -------------------------- |
| Riley Carlson     | Mary-Kate Olsen   | Farina Brock               |
| Chloe Carlson     | Ashley Olsen      | Natalie Löwenberg          |
| Manuelo Del Valle | Taylor Negron     | Fritz von Hardenberg       |
| Teddi             | Natashia Williams | Simone-Diane Brahmann      |
| Larry Slotnick    | Jesse Head        | Tristano Casanova          |
| Macy Carlson      | Clare Carey       | Irina Wanka                |
| Jake Carlson      | Eric Lutes        | Michael Schernthaner       |
| Travis Morgan     | Brandon Tyler     | Daniel Schlauch            |

## Auszeichnungen
Mary-Kate Olsen wurde 2002 für ihre Rolle als Riley Carlson in der Kategorie Schauspielerin in einer Kinderserie für den Daytime Emmy nominiert.

## Buchreihe
Auf Basis der Serie erschien auch eine Buchreihe, die sich inhaltlich jedoch von der Serie unterscheidet. In den deutschsprachigen Ländern sind bereits die ersten 15 Bände veröffentlicht worden.